# ソウルSKナイツ
ソウルSKナイツ（朝: 서울 SK 나이츠、英: Seoul SK Knights）は、大韓民国・ソウル特別市に本拠地を置くプロバスケットボールチームである。スポンサーはSKグループ。

## 歴史
1997年、忠清北道清州市を本拠地とする清州SKナイツとして韓国プロバスケットボールに加盟。
1999-2000シーズン初優勝。
2001年ソウルに移転し、現チーム名となった。

## 主な選手
- 方成允（バン・ソンユン）
- ダジュアン・サマーズ